# Бушприт

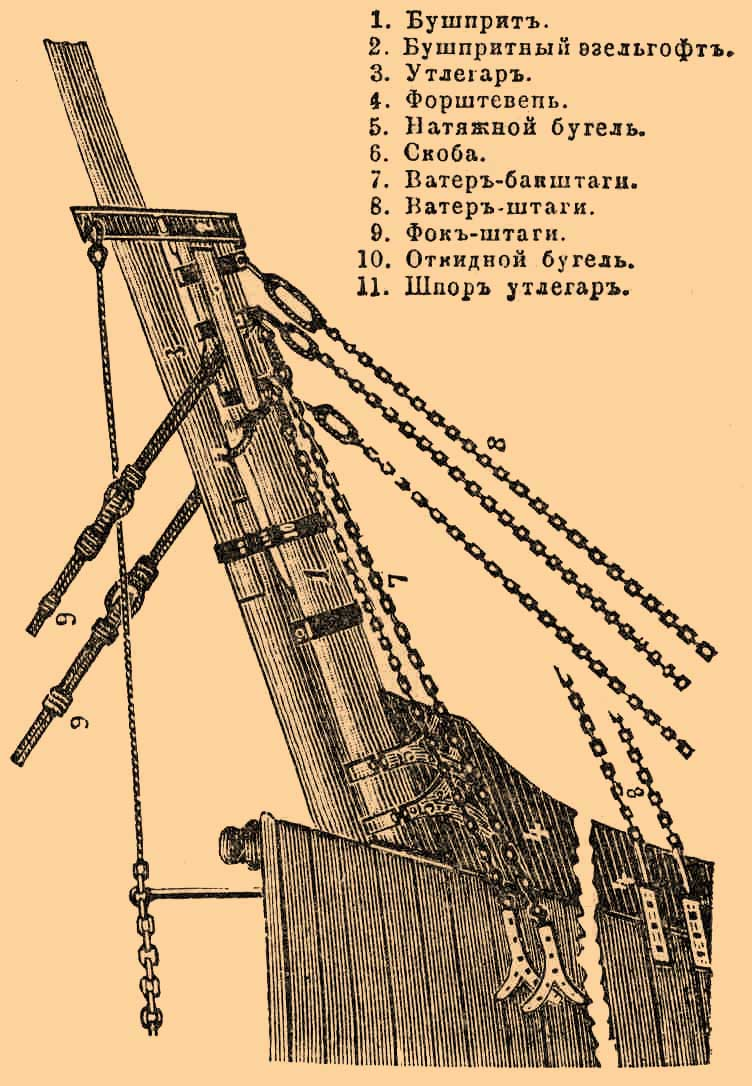
1. Бушприт.
2. Бушпритный эзельгофт.
3. Утлегарь.
4. Форштевень.
5. Натяжной бугель.
6. Скоба.
7. Ватер-бакштаги.
8. Ватер-штаги.
9. Фок-штаги.
10. Откидной бугель.
11. Шпор утлегар

Бу́шпри́т (бу́гшпри́т, бугсприт, боусприт, бухсприт, буксприт, бушприт, букшприт, бухшприт, нидерл. boegspriet, от boeg — «нос», spriet — «пика, вертел») — горизонтальное либо наклонное рангоутное дерево, выступающее вперёд с носа парусника.
Бушприт предназначен для вынесения вперёд центра парусности, что улучшает манёвренность судна (корабля). К бушприту крепят стоячий такелаж стеньг передней мачты, а также такелаж носовых косых парусов (кливеров и стакселей).
На больших парусниках бушприт делают составным — продолжением бушприта является утлегарь, а продолжением утлегаря — бом-утлегарь. Задний конец бушприта называют «шпор», как у мачты. Передний — нок, как у гика, гафеля или рея. Угол возвышения бушприта обычно составляет от 30° до 36°.
Бушприт раскрепляют тросовыми бакштагами, проводимыми через специальные распорки — блинда-гафели к бортам судна, и ватер-штагами, идущими к форштевню через мартин-гики. Непосредственно на носу судна бушприт крепят при помощи мощного найтова или ватер-вулинга. На больших современных парусных судах вместо тросовых вулингов устанавливают металлические бугели.
Бушприт имеет следующий стоячий такелаж: ватер-штаг и ватер-бакштаги. Ватер-штаг соединяет его нок с форштевнем. Ватер-бакштаги соединяют нок с бортами судна.